# Олдфілд (гора)
Олдфілд (англ. Oldfield) — прибережна гора на східній стороні затоки Амундсена, лежить на захід від гори Гарді в Тульських горах.

## Історія
Гору сфотографувала й нанесла на карту Австралійська національна антарктична дослідницька експедиція (АНАДЕ) в 1956 році, а в листопаді 1958 року її відвідав і визначив місце Ґ. А. Накі з АНАДЕ.

### Назва
Комітет з антарктичних назв Австралії (КАНА) назвав його на честь Р. Е. Т. Олдфілда, офіцера-радіотелефоніста станції Моусон у 1958 році.